# فالندار
فَلِندَر (بالألمانية: Vallendar) (نقحرة: فالندار) هي بلدة ألمانية تقع في ألمانيا في راينلند بالاتينات. يقدر عدد سكانها بـ 8,620 نسمة .